# Resultados do Carnaval do Rio de Janeiro em 1994
Nesta página estão listados os resultados dos concursos de escolas de samba, blocos de empolgação e blocos de enredo do carnaval do Rio de Janeiro do ano de 1994. Os desfiles foram realizados entre os dias 11 e 19 de fevereiro de 1994.
A Imperatriz Leopoldinense conquistou seu quarto título de campeã do carnaval carioca. A escola apresentou um desfile sobre uma festa com indígenas brasileiros na corte do Rei Henrique II e da Rainha Catarina de Médici, na França do Século XVI. O enredo "Catarina de Médicis na Corte dos Tupinambôs e Tabajeres" foi desenvolvido pela carnavalesca Rosa Magalhães, que conquistou seu segundo título no carnaval do Rio. A apuração foi tumultuada por protestos de dirigentes do Salgueiro e da Mangueira, que não aceitaram as colocações de suas escolas. Campeão do ano anterior, o Salgueiro ficou com o vice-campeonato de 1994. Apontada como uma das favoritas ao título, a Mangueira se classificou apenas na décima primeira colocação. Últimas colocadas, Unidos da Ponte e Império Serrano seriam rebaixadas, mas o descenso foi cancelado pela LIESA.
O resultado do Grupo 1 também gerou protestos e acusações de fraude e compra de jurados, mas a campeã, Unidos da Villa Rica, e a vice-campeã, São Clemente, conseguiram na Justiça o direito de desfilar na primeira divisão do ano seguinte. As demais escolas do grupo decidiram se desligar da AESCRJ e fundar uma nova entidade, a LIESGA. Difícil é o Nome venceu o Grupo 2; Acadêmicos do Dendê ganhou o Grupo 3; Alegria da Zona Sul conquistou o título do Grupo de Avaliação.
Coração da Coroa ganhou o Grupo A-1 dos blocos de empolgação. Entre os blocos de enredo, venceram Corações Unidos de Bonsucesso, Mocidade Unida da Mineira, Flor da Vila Tiradentes, Queima de Bangu, Amigos de Deodoro, Não Tem Mosquito, e União do Parque Curicica. Ranchos, frevos e grandes sociedades desfilaram, mas não há registros sobre o resultado dos respectivos concursos. O carnaval também foi marcado por uma polêmica envolvendo o então presidente do Brasil, Itamar Franco, e a modelo Lilian Ramos. Os dois foram flagrados juntos num camarote da Sapucaí, sendo que a modelo foi fotografada sem calcinha. O caso gerou grande repercussão no país. Foi a primeira vez que um presidente da república assistiu aos desfiles no Sambódromo.

## Escolas de samba

### Grupo Especial
O desfile do Grupo Especial foi organizado pela Liga Independente das Escolas de Samba do Rio de Janeiro (LIESA) e realizado no Sambódromo da Marquês de Sapucaí a partir das 19 horas dos dias 13 e 14 de fevereiro de 1994.
Ordem dos desfiles
Seguindo o regulamento do ano, a campeã de 1993, Acadêmicos do Salgueiro, pôde escolher dia e posição de desfile, enquanto a vice-campeã de 1993, Imperatriz Leopoldinense, teria que desfilar em dia diferente da campeã, mas poderia escolher a posição. A primeira noite de desfiles foi aberta pela última colocada do Grupo Especial de 1993, a Unidos da Ponte; seguida do vice-campeão do Grupo 1 de 1993, o Império Serrano; e da décima segunda colocada do Grupo Especial de 1993, a Unidos da Tijuca. A segunda noite de desfiles foi aberta pela penúltima colocada do Grupo Especial de 1993, a Caprichosos de Pilares; seguida da campeã do Grupo 1 de 1993, a Tradição; e da décima primeira colocada do Grupo Especial de 1993, a União da Ilha do Governador. A posição de desfile das demais escolas foi definida através de sorteio realizado pela LIESA no dia 2 de agosto de 1993.
| Domingo (13/02/1994) | Segunda-feira (14/02/1994) |

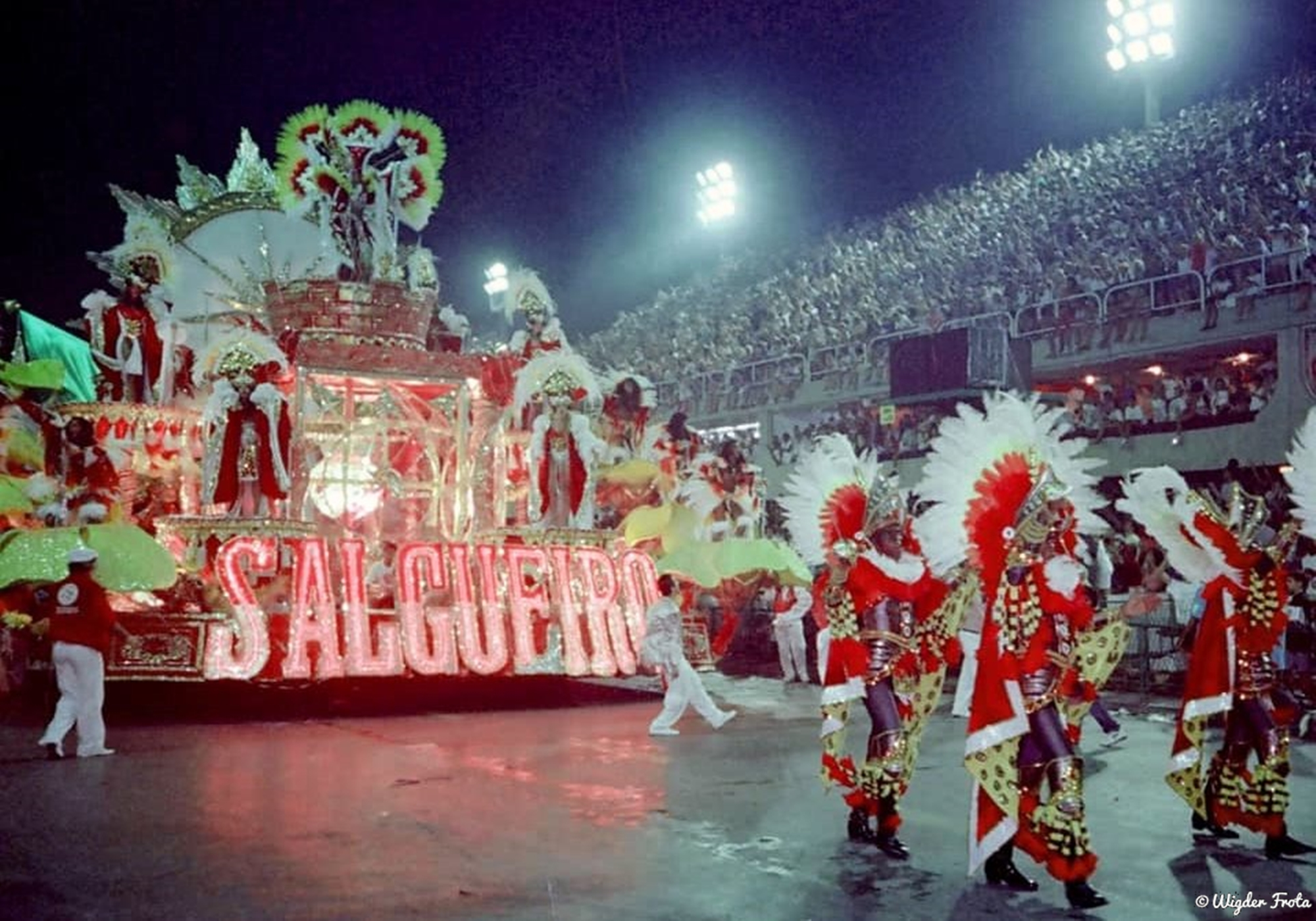
Desfile do Salgueiro em 1994, a escola ficou com o vice-campeonato.

| 1. Unidos da Ponte 2. Império Serrano 3. Unidos da Tijuca 4. Unidos do Viradouro 5. Estação Primeira de Mangueira 6. Unidos de Vila Isabel 7. Mocidade Independente de Padre Miguel 8. Imperatriz Leopoldinense | 1. Caprichosos de Pilares 2. Tradição 3. União da Ilha do Governador 4. Acadêmicos do Grande Rio 5. Beija-Flor 6. Acadêmicos do Salgueiro 7. Estácio de Sá 8. Portela |

Quesitos e julgadores
Foram mantidos os dez quesitos de avaliação dos anos anteriores, valendo notas de cinco a dez, podendo ser fracionadas em meio ponto.
| Quesitos | Quesitos                     | Julgador 1           | Julgador 2               | Julgador 3             |
| -------- | ---------------------------- | -------------------- | ------------------------ | ---------------------- |
|          | Mestre-Sala e Porta-Bandeira | Irene Orazen         | Emanuel Brasil           | Tito Canha             |
|          | Comissão de Frente           | Lola Salles          | Raphael David dos Santos | Cláudia Costa          |
|          | Fantasias                    | Helô Amado           | Elisabeth Nahid          | Glória Pires Rabelo    |
|          | Alegorias e Adereços         | Adriana Ferreira     | Fernando A. Santos       | Maurício Salgueiro     |
|          | Conjunto                     | Ricardo Rizzo        | Marilena Abirached       | José Renato Sales      |
|          | Enredo                       | J. Flávio de Barros  | Bárbara Heliodora        | Renato Ferrari         |
|          | Evolução                     | Lula Vieira          | André Lázaro             | Carlos Pousa           |
|          | Harmonia                     | Luiz Felipe Ferreira | Joãozinho Ataíde         | Orlei Gonçalves        |
|          | Samba-Enredo                 | Ruy Maurity          | Eri Galvão               | Joel Rufino dos Santos |
|          | Bateria                      | Tom da Bahia         | Teo Lima                 | Sérgio Coelho          |

#### Classificação
Imperatriz Leopoldinense foi a campeã, conquistando seu quarto título no carnaval carioca. O campeonato anterior da escola foi conquistado cinco anos antes, em 1989. A Imperatriz encerrou a primeira noite com um desfile sobre uma história do Século XVI, em que cerca de cinquenta indígenas brasileiros foram transportados para a França, a fim de representarem seus hábitos e costumes em uma festa para o Rei Henrique II e a Rainha Catarina de Médici. O enredo "Catarina de Médicis na Corte dos Tupinambôs e Tabajeres" foi desenvolvido pela carnavalesca Rosa Magalhães, que conquistou seu segundo título no carnaval do Rio. Um dos destaques do desfile foi a comissão de frente coreografada por Fábio de Mello, onde componentes realizavam movimentos com grandes leques verdes e dourados. A escola recebeu apenas três notas abaixo da máxima e garantiu o campeonato com diferença de três pontos e meio para a vice-campeã.
Campeão do ano anterior, o Salgueiro ficou com o vice-campeonato de 1994. A escola apresentou um desfile sobre a cidade do Rio de Janeiro. Terceira colocada, a Unidos do Viradouro realizou um desfile sobre Tereza de Benguela, uma rainha africana que foi escravizada no pantanal mato grossense e presidiu o Quilombo do Quariterê. União da Ilha do Governador ficou em quarto lugar com uma apresentação sobre mágicas e magias. Beija-Flor e Tradição somaram a mesma pontuação final. O desempate, no quesito Bateria, deu à Beija-Flor o quinto lugar. A escola homenageou a botânica inglesa, especializada em plantas da Amazônia brasileira, Margareth Mee, morta em 1988. Tradição conquistou a última vaga do Desfile das Campeãs com uma apresentação sobre o sonho de voar. O sexto lugar conquistado pela escola foi a melhor colocação desde sua fundação, em 1984. Também foi a primeira vez que a agremiação se classificou à frente da Portela, escola da qual dissidiu.
Com um desfile sobre a origem africana do samba e sua consolidação no Brasil, a Portela se classificou em sétimo lugar. Oitava colocada, a Mocidade Independente de Padre Miguel realizou um desfile sobre a Avenida Brasil. Unidos de Vila Isabel ficou em nono lugar homenageando seu bairro de origem, a Vila Isabel. Com um desfile sobre os noventa anos da Avenida Rio Branco, a Caprichosos de Pilares se classificou em décimo lugar. Apontada como uma das favoritas no período pré-carnaval, a Estação Primeira de Mangueira se classificou apenas na décima primeira colocação. A escola realizou uma apresentação em homenagem aos Doces Bárbaros, grupo formado por Caetano Veloso, Gal Costa, Gilberto Gil e Maria Bethânia. Os quatro homenageados participaram do desfile. Acadêmicos do Grande Rio e Estácio de Sá somaram a mesma pontuação final. O desempate, no quesito Samba-Enredo, deu à Grande Rio o décimo segundo lugar. A escola realizou um desfile sobre a Umbanda. Estácio de Sá ficou em décimo terceiro lugar com uma apresentação sobre a associação de comerciantes SAARA (Sociedade de Amigos das Adjacências da Rua da Alfândega). Com um desfile sobre o verão carioca, a Unidos da Tijuca se classificou em décimo quarto lugar.
Penúltima colocada, a Unidos da Ponte homenageou a cantora Alcione, que participou do desfile da escola. Último colocado, o Império Serrano desfilou um enredo semelhante ao da campeã Imperatriz, sobre uma festa com indígenas brasileiros na França do Século XVI. Ponte e Império seriam rebaixadas, porém, uma denúncia de fraude no resultado do Grupo 1 poderia inviabilizar a promoção de Villa Rica e São Clemente ao Grupo Especial de 1995. Para manter o número de dezesseis escolas, a LIESA decidiu que Ponte e Império não seriam rebaixadas. Por fim, Villa e São Clemente conquistaram, na Justiça, o direito de participar do Grupo Especial de 1995, que foi composto por dezoito escolas.
| Legenda: Desfile das Campeãs |

| Col. | Escola                                | Enredo                                                                               | Carnavalesco(a)             | Pontos | Desempate        |
| ---- | ------------------------------------- | ------------------------------------------------------------------------------------ | --------------------------- | ------ | ---------------- |
| 1    | Imperatriz Leopoldinense              | Catarina de Médicis na Corte dos Tupinambôs e Tabajeres                              | Rosa Magalhães              | 298,5  | -                |
| 2    | Acadêmicos do Salgueiro               | Rio de Lá pra Cá                                                                     | Roberto Szaniecki           | 295    | -                |
| 3    | Unidos do Viradouro                   | Tereza de Benguela, Uma Rainha Negra no Pantanal                                     | Joãosinho Trinta            | 294,5  | -                |
| 4    | União da Ilha do Governador           | Abracadabra, o Despertar dos Mágicos                                                 | Chico Spinoza               | 292,5  | -                |
| 5    | Beija-Flor                            | Margareth Mee, a Dama das Bromélias                                                  | Milton Cunha                | 291,5  | Bateria (30 pts) |
| 6    | Tradição                              | Passarinho, Passarola, Quero Ver Voar                                                | Lícia Lacerda               | 291,5  | Bateria (29 pts) |
| 7    | Portela                               | Quando o Samba Era Samba                                                             | José Félix                  | 290,5  | -                |
| 8    | Mocidade Independente de Padre Miguel | Avenida Brasil, Tudo Passa, Quem não Viu?                                            | Renato Lage                 | 290    | -                |
| 9    | Unidos de Vila Isabel                 | Muito Prazer! Isabel de Bragança e Drumond Rosa da Silva, mas Pode Me Chamar de Vila | Oswaldo Jardim              | 289    | -                |
| 10   | Caprichosos de Pilares                | Estou Amando Loucamente Uma Coroa de Quase 90 Anos                                   | Luiz Fernando Reis          | 287,5  | -                |
| 11   | Estação Primeira de Mangueira         | Atrás da Verde e Rosa Só não Vai Quem Já Morreu                                      | Ilvamar Magalhães           | 287    | -                |
| 12   | Acadêmicos do Grande Rio              | Os Santos que a África não Viu                                                       | Lucas Pinto                 | 274    | Samba (30 pts)   |
| 13   | Estácio de Sá                         | S.A.A.R.A. A Estácio Chegou no iê iê iê de Alalaô                                    | Alexandre Louzada           | 274    | Samba (27 pts)   |
| 14   | Unidos da Tijuca                      | SóRio...É Verão                                                                      | Sylvio Cunha                | 270,5  | -                |
| 15   | Unidos da Ponte                       | Marrom da Cor do Samba                                                               | Washington Luiz             | 259    | -                |
| 16   | Império Serrano                       | Uma Festa Brasileira                                                                 | Cid Camilo e Sancler Boiron | 258,5  | -                |

### Grupo 1
O desfile do Grupo 1 (segunda divisão) foi organizado pela Associação das Escolas de Samba da Cidade do Rio de Janeiro e realizado no Sambódromo da Marquês de Sapucaí. A primeira noite de desfiles teve início às 21 horas da sexta-feira (11/02) e a segunda noite teve início às 20 horas do sábado (12/02).
Ordem dos desfiles
| Sexta-feira (11/02/1994) | Sábado (12/02/1994) |
| 1. Arrastão de Cascadura 2. Independentes de Cordovil 3. Unidos do Jacarezinho 4. Unidos do Cabuçu 5. Acadêmicos de Santa Cruz 6. Acadêmicos do Cubango 7. São Clemente 8. Lins Imperial | 1. Arranco 2. Canários das Laranjeiras 3. Unidos da Villa Rica 4. Império da Tijuca 5. Acadêmicos da Rocinha 6. Acadêmicos do Engenho da Rainha 7. Unidos de Lucas 8. Leão de Nova Iguaçu |

Quesitos e julgadores
A quantidade de quesitos avaliados aumentou para onze, ante dez do ano anterior. Após não serem avaliados no ano anterior, os casais de mestre-sala e porta-bandeira voltaram a ser quesito, recebendo notas de cinco a sete. Os demais quesitos, valiam notas de cinco a dez. Foi mantida a mesma quantidade de julgadores do ano anterior.
| Quesito | Quesito                      | Valor         | Julgadores            | Julgadores             | Julgadores            |
| ------- | ---------------------------- | ------------- | --------------------- | ---------------------- | --------------------- |
|         | Bateria                      | 5 a 10 pontos | Arthur Silva          | Mauro Matias           | Marcos A. Araújo      |
|         | Samba-Enredo                 | 5 a 10 pontos | Nonato Buzar          | Clébio Pereira Garcez  | Jefferson Dias        |
|         | Harmonia                     | 5 a 10 pontos | Márcia Cutuac         | Ângela Maria Mendonça  | Iara Maria de Pinho   |
|         | Evolução                     | 5 a 10 pontos | Maria José Santana    | Alessandra Cutuac      | Carla A. Gomes        |
|         | Conjunto                     | 5 a 10 pontos | Alvaro de Souza Alves | Ângela Vasconcellos    | Márcia R. de Souza    |
|         | Enredo                       | 5 a 10 pontos | Ibsen Oliva           | Aloizio dos Santos     | Joaquim Cândido       |
|         | Fantasias                    | 5 a 10 pontos | Maria Edith Batista   | Elza Borges da Silva   | Marcia Garcez         |
|         | Comissão de Frente           | 5 a 10 pontos | Adriana de Araújo     | Áurea Santos dos Reis  | Carla Peixoto         |
|         | Ala das Baianas              | 5 a 10 pontos | Magna da Silva        | Eliane Borges da Silva | Márcia B. Souza       |
|         | Alegorias e Adereços         | 5 a 10 pontos | Márcia C. dos Reis    | Rivaldir de Carvalho   | Luiz Otávio de Araújo |
|         | Mestre Sala e Porta-Bandeira | 5 a 7 pontos  | Ângela Frota          | Vani Macedo Júnior     | Luiz Santos           |

#### Classificação
Unidos da Villa Rica foi a campeã, garantindo sua promoção inédita ao Grupo Especial. A agremiação teve uma ascensão meteórica, chegando à elite do carnaval carioca apenas quatro anos após se transformar em escola de samba. Terceira escola da segunda noite, a Villa Rica fez um desfile em homenagem ao seu bairro de origem, Copacabana. Vice-campeã, a São Clemente também foi promovida à primeira divisão, de onde estava afastada desde 1991. A escola fez um desfile sobre a união. O resultado gerou controvérsia, especialmente pela diferença de vinte pontos entre as duas primeiras colocadas e as demais agremiações. Denúncias de fraude e compra de jurados, nunca comprovadas, fizeram as escolas do grupo se desligarem da AESCRJ e criarem uma nova entidade para administrar os grupos A e B no ano seguinte, a Liga Independente das Escolas de Samba do Grupo de Acesso (LIESGA). O caso foi parar na Justiça, que confirmou o resultado e garantiu à Villa Rica e à São Clemente o direito de desfilar no Grupo Especial em 1995. Nenhuma escola foi rebaixada.
| Legenda: Promovidas ao Grupo Especial / Desfile das Campeãs |

| Col. | Escola                          | Enredo                                                            | Carnavalesco(a)                                     | Pontos | Desempate         |
| ---- | ------------------------------- | ----------------------------------------------------------------- | --------------------------------------------------- | ------ | ----------------- |
| 1    | Unidos da Villa Rica            | Copacabana, Meu Amor                                              | Antônio Sérgio Carvalho e Maria José Fonseca (Zezé) | 345    | -                 |
| 2    | São Clemente                    | Uma Andorinha Só não Faz Verão ou Aonde Vai a Corda Vai a Caçamba | Roberto Costa                                       | 344    | -                 |
| 3    | Acadêmicos da Rocinha           | Humor pra Dar e Vender                                            | Luís Fernando Abreu                                 | 324    | -                 |
| 4    | Império da Tijuca               | Nelson Rodrigues, Um Beijo na Sapucaí                             | Miguel Falabella                                    | 319    | -                 |
| 5    | Unidos do Cabuçu                | Brajiru, Meu Japão Brasileiro                                     | Paula Vannier                                       | 307    | Bateria (28 pts)  |
| 6    | Leão de Nova Iguaçu             | Da França Tropical a Orfeu do Carnaval                            | Fábio Borges                                        | 307    | Bateria (27 pts)  |
| 7    | Acadêmicos de Santa Cruz        | A Rota dos Mercadores                                             | Albeci Pereira                                      | 305    | -                 |
| 8    | Unidos do Jacarezinho           | E Agora Eu, Ao Vivo e a Cores                                     | Reinaldo Valença                                    | 304    | -                 |
| 9    | Arranco                         | Sapucaia Oroca                                                    | Márcio Billo                                        | 300    | -                 |
| 10   | Acadêmicos do Engenho da Rainha | Entre Festas e Fitas                                              | Jaime Cezário                                       | 297    | -                 |
| 11   | Canários das Laranjeiras        | Quem É Bom Já Nasce Feito                                         | Sérgio Kautzman e Armando Martins                   | 294    | Harmonia (27 pts) |
| 12   | Unidos de Lucas                 | Conservatória, Cidade Serenata Sambando na Sapucaí                | Leandro Barbosa e José do Rio                       | 294    | Harmonia (24 pts) |
| 13   | Lins Imperial                   | Magos da Oitava Maravilha                                         | Orlando Júnior                                      | 286    | -                 |
| 14   | Independentes de Cordovil       | Garotinho Vem... Sacudindo a Sapucaí                              | Paulo Cavalcanti e Robson Goulart                   | 280    | -                 |
| 15   | Acadêmicos do Cubango           | Ao Mestre com Carinho (Homenagem a Fernando Pamplona)             | Etevaldo Brandão e Sônia Regina                     | 277    | -                 |
| 16   | Arrastão de Cascadura           | Assim Caminha a Humanidade                                        | Beto Maia e Lu Ferreira                             | 255    | -                 |

### Grupo 2
O desfile do Grupo 2 (terceira divisão) foi organizado pela AESCRJ e realizado no Sambódromo da Marquês de Sapucaí entre as 20 horas da terça-feira, dia 15 de fevereiro de 1994, e as 8 horas e 30 minutos do dia seguinte.
| Ordem dos desfiles |
| 1. Paraíso do Tuiuti 2. Vizinha Faladeira 3. Acadêmicos de Vigário Geral 4. Difícil é o Nome 5. Tupy de Brás de Pina 6. Unidos de Manguinhos 7. Unidos do Campinho 8. Mocidade Unida de Jacarepaguá 9. União de Jacarepaguá 10. Boêmios de Inhaúma 11. Boi da Ilha do Governador 12. Em Cima da Hora |

Quesitos e julgadores
As escolas foram avaliadas em onze quesitos. Julgadores reservas: Tanit Maria Rey Sanchez Galdeano (Psicanalista); Antonio Braga Negreiros (Bailarino); João Luiz Bernardo Pereira (Jornalista); Sidney Lobo Vianna (Repórter e Folclorista); Sofia Gilda Wajnsztok (Advogada); Eleutério José de Castro (Compositor e Radialista).
| Quesitos | Quesitos                     | Julgadores                                             | Julgadores                                             |
| -------- | ---------------------------- | ------------------------------------------------------ | ------------------------------------------------------ |
|          | Bateria                      | Anselmo Mazzoni (Músico)                               | José Salema (Jornalista)                               |
|          | Samba-Enredo                 | Noca da Portela (Compositor)                           | Wilson Moreira (Compositor)                            |
|          | Harmonia                     | José de Andrade (Compositor)                           | José Henrique (Fotógrafo)                              |
|          | Evolução                     | Moysés Francisco (Mestre-Sala)                         | William Luna (Compositor)                              |
|          | Conjunto                     | Antônio Carlos Orphão Lobo (Administrador de Empresas) | Geraldo Borges (Jornalista)                            |
|          | Enredo                       | Ferdy Carneiro (Museólogo)                             | Heloísa Nogueira (Administradora de Centros Culturais) |
|          | Fantasias                    | Isabel Eunice Dantas (Destaque)                        | Liége Dex Escobar Massena (Atriz)                      |
|          | Comissão de Frente           | Carlos Alberto Machado (Coreógrafo)                    | Humberto Reis (Radialista)                             |
|          | Ala das Baianas              | Cristóvam Neto (Ator)                                  | Jorge Paes Leme (Coreógrafo)                           |
|          | Alegorias e Adereços         | Jorge Mendes Carneiro (Pesquisador)                    | Rutílio José de Oliveira e Silva (Ator)                |
|          | Mestre Sala e Porta-Bandeira | Iêda Maria Gomes (Porta-Bandeira)                      | Jerônimo da Silva Patrocínio (Coreógrafo)              |

#### Classificação
Difícil É o Nome foi a campeã, garantindo sua promoção inédita à segunda divisão. Quarta escola a desfilar, a Difícil realizou um desfile sobre Olubajé, um ritual para o orixá Obaluaiê. Vizinha Faladeira e Em Cima da Hora também foram promovidas à segunda divisão. As duas escolas somaram a mesma pontuação final. O desempate, no quesito Bateria, deu o vice-campeonato à Vizinha. Oitava colocada, a Mocidade Unida de Jacarepaguá foi convidada para integrar a segunda divisão no ano seguinte.
| Legenda: Promovidas à segunda divisão * Sem informação disponível |

| Col. | Escola                        | Enredo                                                           | Carnavalesco(a)                             | Pontos |
| ---- | ----------------------------- | ---------------------------------------------------------------- | ------------------------------------------- | ------ |
| 1    | Difícil É o Nome              | Olubajé, a Festa da Libertação                                   | Paulo Menezes                               | 223    |
| 2    | Vizinha Faladeira             | Sou Rei, Sou Rainha, na Corte da Vizinha                         | Paulo Barros e Henrique Celibe              | 221    |
| 3    | Em Cima da Hora               | De Frequência em Frequência na Cadência do Samba                 | Amarildo Lopes, José Leonídio e Regina Celi | 221    |
| 4    | Tupy de Brás de Pina          | Sargentelli, Hoje o Show É na Avenida                            | Virgílio Bayma                              | 220    |
| 5    | Boi da Ilha do Governador     | Das Terras do Congo ao Reinado da Luz                            | Amarildo de Mello                           | 220    |
| 6    | União de Jacarepaguá          | Tropicália, Aquele Abraço                                        | Nelson Ricardo Andrade                      | 217    |
| 7    | Unidos do Campinho            | Anastácia, Um Grito de Liberdade na Sapucaí                      | *                                           | 216    |
| 8    | Mocidade Unida de Jacarepaguá | Me Engana que Eu Gosto                                           | Carlos Alberto de Jesus                     | 201    |
| 9    | Boêmios de Inhaúma            | Segura o Andor Boêmio que Vai Passar na Avenida Um Samba Popular | Luiz Carlos do Valle                        | 199    |
| 10   | Paraíso do Tuiuti             | Nas Asas do Tuiuti                                               | Billy Acioli                                | 195    |
| 11   | Unidos de Manguinhos          | Quatzacoat, Uma Chocante Tentação                                | Paulo Menezes                               | 155    |
| 12   | Acadêmicos de Vigário Geral   | Ah! Que Saudades que Eu Tenho                                    | Cid Franco                                  | 144    |

### Grupo 3
O desfile do Grupo 3 (quarta divisão) foi organizado pela AESCRJ e realizado a partir das 19 horas do domingo, dia 13 de fevereiro de 1994, na Avenida Rio Branco.
| Ordem dos desfiles |
| 1. Unidos da Vila Kennedy 2. Unidos de Bangu 3. Acadêmicos do Dendê 4. Império do Marangá 5. Acadêmicos da Abolição 6. Flor da Mina do Andaraí 7. Mocidade Unida do Santa Marta 8. Foliões de Botafogo 9. Unidos da Vila Santa Tereza 10. Mocidade de Vasconcelos 11. Mocidade de Vicente de Carvalho 12. Balanço de Lucas |

Quesitos e julgadores
As escolas foram avaliadas em onze quesitos. Julgadores reservas: Francisco Duarte Silva (Jornalista e Pesquisador); Eliane Medeiros Balestiere (Oficial de Justiça); Eliana Múrcia (Pesquisadora e Produtora Musical); e Nelson Pinheiro de Farias (Comunicação Social).
| Quesitos | Quesitos                     | Julgadores                                                           | Julgadores                                               |
| -------- | ---------------------------- | -------------------------------------------------------------------- | -------------------------------------------------------- |
|          | Bateria                      | Romário Mello Castro (Passista)                                      | Sérgio Luiz de Souza Fernandes (Compositor)              |
|          | Samba-Enredo                 | Ary do Cavaco (Compositor)                                           | Café da Portela (Compositor)                             |
|          | Harmonia                     | Sebastião Marques Balbino (Compositor)                               | Sidarta Benmyara (Produtor de Cinema)                    |
|          | Evolução                     | Francisco Donato (Poeta)                                             | Ruy Quaresma (Músico e Compositor)                       |
|          | Conjunto                     | Maurício de Assis (Jornalista)                                       | Sérgio Luiz Fontes (Pesquisador de Música Contemporânea) |
|          | Enredo                       | Maria de Fátima Mendes (Atriz)                                       | Oswaldo Senra Júnior (Coreógrafo)                        |
|          | Fantasias                    | Josélia de Araújo Mello (Passista)                                   | Maria Auxiliadora Lima Teixeira (Pedagoga)               |
|          | Comissão de Frente           | Adriana Corrêa Homem de Carvalho (Técnica em turismo)                | Jorge Luiz Costa (Bailarino e Coreógrafo)                |
|          | Ala das Baianas              | Therezinha Wright da Silva (Pesquisadora da Cultura Afro-Brasileira) | Vera Lúcia Sampaio Elói (Estilista)                      |
|          | Alegorias e Adereços         | Cláudio Aun (Artista Plástico)                                       | Jarbas Paullous (Artista Plástico)                       |
|          | Mestre Sala e Porta-Bandeira | Dóris (Porta-Bandeira)                                               | Sérgio Murilo Antônio (Mestre-Sala)                      |

#### Classificação
Em seu segundo ano como escola de samba, a Acadêmicos do Dendê foi campeã, garantindo sua promoção inédita à terceira divisão. A nova liga, criada para administrar os grupos A e B em 1995, promoveu uma reorganização nas divisões de acesso. Com isso, além do Dendê, outras cinco escolas que se filiaram à LIESGA, foram promovidas à terceira divisão. Última colocada, Unidos da Vila Santa Tereza foi rebaixada para a quinta divisão. As demais escolas, filiadas à AESCRJ, foram mantidas na quarta divisão.
| Legenda: Promovidas à terceira divisão Permanecem no mesmo grupo Rebaixada para a quinta divisão * Sem informação disponível |

| Col. | Escola                          | Enredo                                                         | Carnavalesco(a)                    | Pontos |
| ---- | ------------------------------- | -------------------------------------------------------------- | ---------------------------------- | ------ |
| 1    | Acadêmicos do Dendê             | Ser Chic na Avenida Chic                                       | Amarildo de Mello                  | 229    |
| 2    | Mocidade Unida do Santa Marta   | Um Passeio pelos Pampas                                        | Gil Ricon                          | 222    |
| 3    | Balanço de Lucas                | Vida, Arte e Glória de Mário Lago                              | *                                  | 220    |
| 4    | Acadêmicos da Abolição          | Sete Dias e Sete Noites no Palácio de Palha na Festa do Tijuco | Luizinho 28                        | 213    |
| 5    | Mocidade de Vicente de Carvalho | Bobeou, Brasil, Dançou                                         | Osvaldo Arakén e Lourenço Filho    | 206    |
| 6    | Flor da Mina do Andaraí         | Parabéns pra Você                                              | Clóvis Costha                      | 202    |
| 7    | Unidos de Bangu                 | Correio Nacional Através dos Tempos                            | Ronaldo Calzalari                  | 200    |
| 8    | Foliões de Botafogo             | Paraná que Gente É Essa, Paraná que Gente Má                   | Olímpio e Panamenho                | 191    |
| 9    | Mocidade de Vasconcelos         | Do Fogo e Trovão de Alafim de Oyó                              | *                                  | 190    |
| 10   | Unidos da Vila Kennedy          | No Reino Encantado da Folia Caipira                            | Edson Siqueira                     | 185    |
| 11   | Império do Marangá              | Águas de Meninos                                               | Armando Martins e Sérgio Kautzmann | 178    |
| 12   | Unidos da Vila Santa Tereza     | O Coração do Mundo do Samba                                    | Jordey de Paula e Oscar Alcântara  | 164    |

### Desfile de Avaliação
O desfile do Grupo de Avaliação (quinta divisão) foi organizado pela AESCRJ e realizado a partir das 20 horas da segunda-feira, dia 14 de fevereiro de 1994, na Avenida Rio Branco.
| Ordem dos desfiles |
| 1. Unidos do Uraiti (Não desfilou) 2. Acadêmicos do Cachambi 3. União de Rocha Miranda 4. Renascer de Jacarepaguá 5. Unidos de Padre Miguel 6. União de Vaz Lobo 7. Alegria da Zona Sul 8. Inocentes de Belford Roxo 9. Imperial de Morro Agudo 10. Unidos do Porto da Pedra |

Quesitos e julgadores
As escolas foram avaliadas em onze quesitos.
| Quesitos | Quesitos                     | Julgadores                                      |
| -------- | ---------------------------- | ----------------------------------------------- |
|          | Bateria                      | Walter Granato (Músico)                         |
|          | Samba-Enredo                 | Edna Silva Lima (Artista Plástica)              |
|          | Harmonia                     | Gabriel Pinto (Percussionista)                  |
|          | Evolução                     | Carly Rosane Alves de Souza (Publicitária)      |
|          | Conjunto                     | Terezinha Maria da Silva (Atriz)                |
|          | Enredo                       | Ricardo Burlamaqui (Arquiteto)                  |
|          | Fantasias                    | Sidina dos Santos (Costureira)                  |
|          | Comissão de Frente           | Anidia Maria da Cunha Barros (Artista Plástica) |
|          | Ala das Baianas              | Wilma da Silva Almeida (Porta-Bandeira)         |
|          | Abre-Alas                    | Cleber Almeida de Assis (Artista Plástico)      |
|          | Mestre Sala e Porta-Bandeira | Sonia Maria Batista da Costa (Porta-Bandeira)   |

#### Classificação
Em seu segundo ano no carnaval, a Alegria da Zona Sul sagrou-se campeã do Desfile de Avaliação. A escola porém não desfilou no ano seguinte e em 1997 retornou à sexta divisão. A criação de uma nova liga gerou diversas alterações nos grupos de acesso. As escolas que se filiaram à LIESGA foram promovidas à segunda e à terceira divisão. Foi o caso da vice-campeã, Unidos do Porto da Pedra, convidada para participar da segunda divisão de 1995. Renascer de Jacarepaguá, Inocentes de Belford Roxo e União de Rocha Miranda foram convidadas para integrar a terceira divisão.
As demais escolas permaneceram filiadas à AESCRJ, que organizou a quarta e a quinta divisão no ano seguinte. Imperial de Nova Iguaçu foi promovida à quarta divisão e as outras mantidas na quinta divisão. Unidos do Uraiti não se apresentou para o desfile e também foi mantida no mesmo grupo.
| Legenda: Campeã Permanecem no mesmo grupo * Sem informação disponível Promoções: Segunda divisão Terceira divisão Quarta divisão |

| Col.                            | Escola                    | Enredo                                              | Carnavalesco(a)                           | Pontos |
| ------------------------------- | ------------------------- | --------------------------------------------------- | ----------------------------------------- | ------ |
| 1                               | Alegria da Zona Sul       | Na Dança das Cores Preto não É Cor mas Negro É Raça | Deco e Oswaldo Luiz                       | 131    |
| 2                               | Unidos do Porto da Pedra  | O Novo Sol do Amanhã                                | *                                         | 129    |
| 3                               | Renascer de Jacarepaguá   | Vamos Sambar que a Festa É Sua                      | Wyvald Antunes                            | 116    |
| 4                               | Imperial de Nova Iguaçu   | Taí o Que Te Embriaga                               | Jacy Motta, Adauto Vieira e Agnaldo Silva | 113    |
| 5                               | Inocentes de Belford Roxo | Alô, Alô, Carnaval, Taí Carmen Miranda              | Etevaldo Brandão                          | 113    |
| 6                               | União de Vaz Lobo         | Clara Guerreira                                     | Ananguê                                   | 112    |
| 7                               | Unidos de Padre Miguel    | Parabéns pra Quem? Vamos Comemorar o Quê?           | Ronaldo                                   | 104    |
| 8                               | União de Rocha Miranda    | Rocha Miranda e Suas Pedras Preciosas               | *                                         | 88     |
| 9                               | Acadêmicos do Cachambi    | Festival de Cores                                   | *                                         | 87     |
| Unidos do Uraiti (Não desfilou) |                           |                                                     |                                           |        |

### Desfile das Campeãs
O Desfile das Campeãs foi realizado a partir das 19 horas do sábado, dia 19 de fevereiro de 1994, no Sambódromo da Marquês de Sapucaí. Participaram as escolas campeã e vice-campeã do Grupo 1 e as seis primeiras colocadas do Grupo Especial. A escola de samba italiana I Tapone, campeã do carnaval de 1993 da comuna de Cento, desfilou como convidada.
| Ordem dos desfiles |
| 1. São Clemente 2. Unidos da Villa Rica 3. Sociedade Carnavalesca I Tapone 4. Tradição 5. Beija-Flor 6. União da Ilha do Governador 7. Unidos do Viradouro 8. Acadêmicos do Salgueiro 9. Imperatriz Leopoldinense |

## Blocos de empolgação
O desfile dos blocos de empolgação foi organizado pela Federação dos Blocos Carnavalescos do Estado do Rio de Janeiro (FBCERJ).

### Grupo A-1
O desfile foi realizado a partir das 20 horas do domingo, dia 13 de fevereiro de 1994, no Boulevard 28 de Setembro, em Vila Isabel. Coração da Coroa foi o campeão.
| Col. | Bloco                              |
| ---- | ---------------------------------- |
| 1    | Coração da Coroa                   |
| 2    | Aprendizes dos Coqueiros           |
| 3    | Escovão da Riachuelo               |
| 4    | Vai Quem Quer                      |
| 5    | Renascença de Benfica              |
| 6    | Caracol de Copacabana              |
| 7    | Bacanas da Piedade                 |
| 8    | Segura Se Puder                    |
| 9    | Balanço da Mangueira               |
| 10   | Tigre de Bonsucesso                |
| 11   | Mocidade da Mallet                 |
| 12   | Grilo de Bangu                     |
| 13   | Alegria da Capelinha de Copacabana |

## Blocos de enredo
Os desfiles dos blocos de enredo foram organizados pela FBCERJ.

### Grupo 1
Corações Unidos de Bonsucesso foi o campeão. Últimos colocados, Unidos da São Braz e Unidos do Anil foram rebaixados para o Grupo 2.
| Legenda: Campeão Rebaixados para o Grupo 2 |

| Col. | Bloco                            |
| ---- | -------------------------------- |
| 1    | Corações Unidos de Bonsucesso    |
| 2    | Mataram Meu Gato                 |
| 3    | Infantes da Piedade              |
| 4    | União da Ilha de Guaratiba       |
| 5    | Bloco do Barriga                 |
| 6    | Embalo do Morro do Urubu         |
| 7    | Coroado de Jacarepaguá           |
| 8    | Mocidade Independente de Inhaúma |
| 9    | Unidos da São Braz               |
| 10   | Unidos do Anil                   |

### Grupo 2
O desfile foi realizado a partir das 22 horas do sábado, dia 12 de fevereiro de 1994, no Boulevard 28 de Setembro. Mocidade Unida da Mineira foi o campeão, sendo promovido ao Grupo 1 junto com Arrastão de São João e Cometas do Bispo.
| Legenda: Promovidos ao Grupo 1 Rebaixados para o Grupo 3 |

| Col. | Bloco                     |
| ---- | ------------------------- |
| 1    | Mocidade Unida da Mineira |
| 2    | Arrastão de São João      |
| 3    | Cometas do Bispo          |
| 4    | Aventureiros do Leme      |
| 5    | Surpresa de Realengo      |
| 6    | Arame de Ricardo          |
| 7    | Balanço do Cocotá         |
| 8    | Unidos de São Nicolau     |
| 9    | Xuxu                      |
| 10   | Unidos da Fronteira       |

### Grupo 3
Flor da Vila Tiradentes foi o campeão, sendo promovido ao Grupo 2 junto com Império da Leopoldina e Azul e Branco.
| Legenda: Promovidos ao Grupo 2 Rebaixados para o Grupo 4 |

| Col. | Bloco                           |
| ---- | ------------------------------- |
| 1    | Flor da Vila Tiradentes         |
| 2    | Império da Leopoldina           |
| 3    | Azul e Branco                   |
| 4    | Rosa de Ouro                    |
| 5    | Unidos da Curtição              |
| 6    | Suspiro do Bairro da Praça Seca |
| 7    | Unidos do Leblon                |
| 8    | Boêmios da Vila Aliança         |
| 9    | Embalo do Catete                |
| 10   | Mocidade de Guararapes          |

### Grupo 4
Queima de Bangu foi o campeão, sendo promovido ao Grupo 2.
| Legenda: Promovido ao Grupo 2 Promovidos ao Grupo 3 |

| Col. | Bloco                   |
| ---- | ----------------------- |
| 1    | Queima de Bangu         |
| 2    | Luar de Prata           |
| 3    | Bloco do China          |
| 4    | Paraíso da Alvorada     |
| 5    | Unidos da São Nicolau   |
| 6    | Roda Quem Pode          |
| 7    | Acadêmicos do Juramento |
| 8    | Império do Gramacho     |
| 9    | Alegria das Crianças    |
| 10   | Mocidade Camará         |

### Grupo 5
Amigos de Deodoro foi o campeão, sendo promovido ao Grupo 2.
| Legenda: Promovido ao Grupo 2 Promovidos ao Grupo 3 |

| Col. | Bloco                                 |
| ---- | ------------------------------------- |
| 1    | Amigos de Deodoro                     |
| 2    | Unidos de Seletiva                    |
| 3    | Unidos do Parque Felicidade           |
| 4    | Corações Unidos do Amarelinho         |
| 5    | Novo Horizonte                        |
| 6    | Inocentes do Jardim Metrópoles        |
| 7    | Mocidade de Santa Margarida           |
| 8    | Chora na Rampa                        |
| 9    | União da Comunidade de Honório Gurgel |
| 10   | Unidos de Edson Passos                |

### Grupo 6
Não Tem Mosquito foi o campeão, sendo promovido ao Grupo 3.
| Legenda: Promovido ao Grupo 3 Promovidos ao Grupo 4 |

| Col. | Bloco                           |
| ---- | ------------------------------- |
| 1    | Não Tem Mosquito                |
| 2    | Magnatas de Engenheiro Pedreira |
| 3    | União da Ponte                  |
| 4    | Três Unidos                     |
| 5    | Unidos de Antares               |
| 6    | Mimo de Acari                   |
| 7    | Garrafal                        |
| 8    | Unidos de Urania                |
| 9    | Pavão da Vila Rosário           |
| 10   | Império da Caixa D'Água         |
| 11   | Acadêmicos da Penha             |

### Grupo de Acesso
União do Parque Curicica foi o campeão, sendo promovido ao Grupo 3 junto com Flor de Cabuis e Turma do Serrote.
| Legenda: Promovidos ao Grupo 3 |

| Col. | Bloco                    |
| ---- | ------------------------ |
| 1    | União do Parque Curicica |
| 2    | Flor de Cabuis           |
| 3    | Turma do Serrote         |